# Сёухерад
Сёухерад (норв. Sauherad) — бывшая коммуна в губернии Телемарк в Норвегии. Административный центр коммуны — город Аккерхёуген. Официальный язык коммуны — нейтральный. Население коммуны на 2007 год составляло 4266 чел. Площадь коммуны Сёухерад — 321,37 км², код-идентификатор — 0822.
В 2020 году произошло слияние коммун Бё и Сёухерад с созданием коммуны Мит-Телемарк.

## История населения коммуны
Население коммуны за последние 60 лет.

Статистика коммуны Сёухерад